# زبان‌های فیلیپینی
در زبان‌شناسی، زبان‌های فیلیپینی پیشنهادی توسط رابرت بلاست مربوط به سال ۱۹۹۱ است که همه زبان‌های فیلیپین و سولاوسی شمالی—به جز ساما-باجاو (زبان‌های «کولیان دریایی») و تعداد کمی از زبان‌های پالاوان—یک زیرخانواده از زبان‌های آسترونزیایی را تشکیل می‌دهند. اگرچه فیلیپین نزدیک مرکز گسترش آسترونزیایی از فرمز واقع شده‌است، گوناگونی زبان‌شناختی کمی بین حدود۱۱۵۰ زبان فیلیپینی وجود دارد، که نشان می‌دهد گوناگونی قبلی با گسترش نیای زبان‌های فیلیپینی امروزی از میان رفته‌است (ادلار & هیملمان ۲۰۰۵).
زبان‌های فیلیپینی با چندین زبان با حفظ واکه بی‌رنگ و همصدایی d–r نیاآسترونزیایی، که در گروه‌بندی سوندا-سولاوسی از دست رفته‌است، کهن‌ترین شاخه غیرفرمزی خانواده زبانی آسترونزیایی را تشکیل می‌دهند.

## زبانهای مهم فیلیپین
- زبان فیلیپینی
- زبان تاگالوگ
- زبانهای ویسایائی